# 사우로릭투스
사우로릭투스(학명:Saurorictus australis)는 도마뱀목 까마귀도마뱀과에 속하는 도마뱀이다. 지금은 멸종된 종으로서 전체적인 몸길이가 15cm인 작은 크기의 소형 도마뱀에 속한다.

## 특징
사우로릭투스(Saurorictus)는 남아프리카공화국 웨스턴케이프주에서 알려진 후기 페름기 캡토리니드과 멸종한 속이다. 사우로릭투스는 완모형 SAM PK-8666으로 알려져 있으며 3차원적으로 거의 완전한 두개골과 두개골 후의 조각이 거의 없다. 이 두개골의 길이는 22밀리미터로 사우로릭투스의 길이는 약 15cm로 추정되었다. 이 표본은 페름기 후기 가장 완전한 캡토리니드 중에 하나이다. 이것은 약 2억 650만년전에서 2억 6500만년전 초기 로피안 시리즈의 초기 중엽 우치아피안 단계(또는 중간 타타르 단계)인 보퍼트 그룹의 티클루프 형성인 회드메이커 멤버로부터 수집되었다. 그것은 웨스턴케이프주의 보퍼트 웨스트 구역의 리쿠루프 43 농장에서 발견되었고 트로피도마 조립 구역으로 언급되었다. 사우로릭투스는 센 P에 의해서 처음으로 이름이 붙여졌다. 2001년에 모데스토와 로저 M. H. 스미스, 모식종은 사우로릭투스 오스트랄리스이다. 속명은 그리스어로 도마뱀을 뜻하는 사우로스(sauros)와 라틴어로 이빨을 드러내고 미소를 짓는다는 뜻의 릭투스(rictus)에서 유래한 것으로 뜻은 도마뱀 미소다. 종명 오스트랄리스는 "남쪽"을 의미하며 이것이 현재까지 가장 남쪽에 있는 캡토리니드라는 사실을 의미한다. 사우로릭투스는 몸집이 작은 도마뱀이지만 다리는 매우 잘 발달되어 있으며 이는 먹잇감을 사냥하거나 천적을 따돌리는 데에 매우 유용한 지상에서 빠른 달리기를 가능하게 하였다. 양턱에는 총 10~12개의 작은 이빨들이 나 있다. 먹이로는 당대에 서식했던 작은 곤충들을 주로 잡아먹고 살았을 육식성의 도마뱀으로 추정되는 종이다.

## 생존시기와 서식지와 화석의 발견
사우로릭투스가 생존했었던 시기는 고생대의 페름기로서 지금으로부터 2억 9000만년전~2억 4500만년전에 생존했었던 종이다. 생존했었던 시기에는 아프리카를 중심으로 하여 당시에 존재했었던 초원, 산림에서 주로 서식했었던 도마뱀이다. 화석의 발견은 2001년에 아프리카에 속하는 국가들 중에 하나인 남아프리카공화국의 페름기에 형성된 지층에서 아프리카의 고생물학자들에 의하여 처음으로 화석이 발견되어 새롭게 명명된 종이다.

## 같이 보기
- 파충류
- 고생대
- 페름기
- 도마뱀
- 화석